# Постулати Коха
Постула́ти Ко́ха (також постулати Ге́нле-Ко́ха або постулати Пастера-Ко́ха) — чотири критерії встановлення причинних взаємовідношень між підозрілим на збудника мікроорганізмом і хворобою. Постулати були сформульовані Робертом Кохом і Фрідріхом Леффлером у 1884 році на основі певних положень, сформованих до цього німецьким патологом Фрідріхом Густавом Якобом Генле та переглянуті, а потім опубліковані Кохом у 1890 році. Кох застосував постулати, щоб уточнити етіологію сибірки і туберкульозу, але вони були узагальнені згодом й до інших хвороб.

## Постулати
Постулатами Коха є такі:
1. Мікроорганізм має бути постійно присутнім у хворих людей (або тварин), виділятися при всіх формах цього захворювання.
2. Мікроорганізм можна виділити від хворого (або тварини) та виростити в чистій культурі.
3. Чиста культура збудника в експерименті спричинює захворювання, яке має подібні клінічні ознаки.
4. Мікроорганізм має бути повторно виділений від експериментально заражених тварин або людей (цей четвертий постулат було додано пізніше).

Проте слід зазначити, що Кох цілком вилучив другу частину першого постулату, коли він виявив асимптоматичних носіїв холери (Koch, 1893) і пізніше черевного тифу. Справді, згодом виявили асимптоматичних носіїв багатьох хвороб, особливо вірусних, наприклад поліомієліту, простого герпесу тощо. Так поліовірус (вірус поліомієліту) спричинює паралічи тільки в кількох заражених, а багато людей переносять хворобу зі слабшими проявами і часто взагалі без будь-яких симптомів. Але зрозумілим є те, що таке носійство є своєрідною стертою або безсимптомною формою інфекційної хвороби.
Третій постулат не завжди працює, як сам Кох виявив для туберкульозу, так і для холери (Koch, 1884). Через певні генетичні особливості деяка частка людей стійки до окремих збудників, але це не означає, що при такій хворобі третій постулат не є вірним. Так при ВІЛ-інфекції, деякі індивідууми з відсутнім геном CCR5 Δ32, здається, стійкі до заражування ВІЛ.

## Модифікація постулатів Коха
Постулати Коха відіграли значну роль в інфектології, але вони все ще мають значні обмеження. Наприклад, Коху було добре відомо, що у випадку з холерою, збудника, що її спричинює, Vibrio cholerae, можна було знайти у хворих та здорових людей, роблячи недійсним його перший постулат. Крім того, вірусні хвороби ще не були відкриті, коли Кох сформулював свої постулати, і є багато вірусів, які не спричинюють хворобу в усіх інфікованих осіб, необхідну умову першого постулату. Хоча виявлення феномену персистенції надалі дало змогу не відкидати цей постулат. Надалі, деякі науковці робили спроби поліпшити ці постулати.
Використання нових методів діагностики (полімеразна ланцюгова реакція та інші методи ампліфікації нуклеїнових кислот) призвело до того, що засновані на інших методах діагностики постулати Коха вже не відповідали сучасному рівню. Це спонукало до виправлення версії постулатів Коха, що зробили Девід Фредерікс та Девід Рілман, які запропонували наступний набір постулатів Коха для XXI століття:
1. Послідовності нуклеотидів нуклеїнової кислоти, яка належить до передбачуваного патогену, повинні бути присутніми в більшості випадків інфекційного захворювання. Нуклеїнова кислота мікроорганізму має бути знайдена переважно в тих органах чи макроскопічних структурних ділянках, пошкодження яких були зафіксовані (тобто з анатомічними, гістологічними, біохімічними, або клінічними ознаками патології), але не в тих органах, де патологія відсутня.
2. Менше чи більше копій послідовностей нуклеїнової кислоти збудника мають бути виявлені в організмі носіїв або у організмових тканинах, де немає пошкодження.
3. При зворотному розвитку хвороби (зокрема, внаслідок ефективного лікування), число копій послідовності нуклеотидів нуклеїнової кислоти збудника має зменшитися або стати невиявним (підпороговим) для цього методу дослідження. Якщо відбувається клінічний рецидив, навпаки — має виявлятися чи збільшуватися.
4. Коли збільшення числа копій послідовності нуклеотидів нуклеїнової кислоти передує хворобі або співвідноситься з тяжкістю захворювання чи патологічного процесу, таке є більш імовірним для причинно-наслідкового зв'язку.
5. Природа мікроорганізму, встановленого таким чином, повинна відповідати відомим біологічним характеристикам цієї групи організмів. Коли фенотип (наприклад, патоморфологічні зміни, морфологія мікроорганізму, а також клінічні ознаки), передбачений на основі послідовності філогенезу, достовірність виявлених копій послідовності нуклеотидів нуклеїнової кислоти збудника посилюється.
6. Кореляцію копій послідовностей нуклеотидів нуклеїнової кислоти збудника у тканинах слід шукати на клітинному рівні: дослідницькі зусилля мають бути направлені на демонстрацію специфічної локалізованої гібридизації такої послідовності на ділянках тканин із патологічними змінами та на виявлення там мікроорганізмів або на ділянках, де допускається знаходження мікроорганізмів.
7. Ці, засновані на виявленні копій послідовності нуклеотидів нуклеїнової кислоти збудника форми доказу для верифікації причино-наслідкового зв'язку з мікроорганізмом, мають бути відтворюваними.

## Додаткова література
- Інфекційні хвороби: підручник / О. А. Голубовська, М. А. Андрейчин, А. В. Шкурба [та ін.] ; за ред. О. А. Голубовської. — К. : ВСВ Медицина, 2012. — с. 10 — ISBN 978-617-505-214-3